# Quốc dân Đại hội Tân Trào
Quốc dân Đại hội Tân Trào là đại hội đại biểu các đảng phái, đoàn thể, dân tộc, tôn giáo từ Bắc Kỳ, Trung Kỳ, Nam Kỳ và Việt kiều ở Thái Lan, Lào tham gia Mặt trận Việt Minh họp tại Đình Tân Trào, huyện Sơn Dương, tỉnh Tuyên Quang ngày 16/8/1945. Hơn 60 đại biểu đại diện cho các đảng phái chính trị, các đoàn thể cứu quốc, các dân tộc, tôn giáo từ các địa phương trong cả nước và Việt Kiều ở Thái Lan, Lào về dự đại hội họp tại Đình Tân Trào, huyện Sơn Dương, tỉnh Tuyên Quang.

## Hoạt động

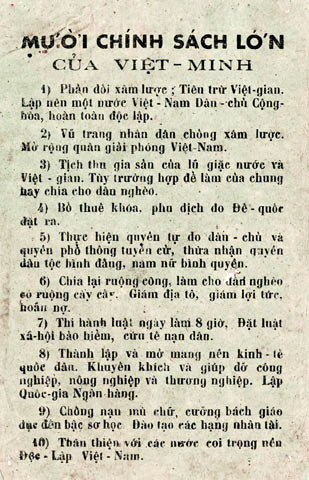
Mười chính sách lớn của Việt Minh

Tại Đại hội, Trường Chinh, Tổng Bí thư Đảng Cộng sản Đông Dương đọc báo cáo, trong đó nhấn mạnh hai vấn đề lớn: Tổng khởi nghĩa và bầu Ủy ban dân tộc giải phóng. Đảng Cộng sản Đông Dương chủ trương lãnh đạo quần chúng nhân dân nổi dậy tước vũ khí của Nhật trước khi quân Đồng minh vào Đông Dương, giành lấy chính quyền từ tay Nhật, lật đổ bọn bù nhìn tay sai của Nhật, đứng địa vị cầm quyền mà tiếp đón quân Đồng minh vào giải giáp quân Nhật trên đất Đông Dương. Tại Đại hội, Việt Minh công bố 10 chính sách của mình gồm:
1. Phản đối xâm lược; Tiêu trừ Việt gian. Lập nên một nước Việt Nam Dân chủ Cộng hòa hoàn toàn độc lập.
2. Vũ trang nhân dân chống xâm lược. Mở rộng quân giải phóng Việt Nam.
3. Tịch thu gia sản của lũ giặc nước và Việt gian. Tuỳ trường hợp để làm của chung hay chia cho dân nghèo.
4. Bỏ thuế khóa, phu dịch do Đế quốc đặt ra.
5. Thực hiện quyền tự do dân chủ và quyền phổ thông tuyển cử, thừa nhận quyền dân tộc bình đẳng, nam nữ bình quyền.
6. Chia lại ruộng công, làm cho dân nghèo có ruộng cấy cày. Giảm địa tô, giảm lợi tức, hoãn nợ.
7. Thi hành luật ngày làm 8 giờ, Đặt luật xã hội bảo hiểm, cứu tế nạn dân.
8. Thành lập và mở mang nền kinh tế quốc dân. Khuyễn khích và giúp đỡ công nghiệp, nông nghiệp và thương nghiệp. Lập Quốc gia Ngân hàng.
9. Chống nạn mù chữ, cưỡng bách giáo dục đến bậc sơ học. Đào tạo các hạng nhân tài.
10. Thân thiện với các nước coi trọng nền Độc lập Việt Nam.
Đại hội đã quyết định thành lập Ủy ban dân tộc giải phóng Việt Nam do Hồ Chí Minh làm Chủ tịch, Trần Huy Liệu làm Phó Chủ tịch và các Ủy viên là Nguyễn Lương Bằng, Đặng Xuân Khu, Võ Nguyên Giáp, Phạm Văn Đồng, Dương Đức Hiền, Chu Văn Tấn, Nguyễn Văn Xuân, Cù Huy Cận, Nguyễn Đình Thi, Lê Văn Hiến, Nguyễn Chí Thanh, Phạm Ngọc Thạch, Nguyễn Hữu Đang; Thường trực của Ủy ban gồm 5 người: Hồ Chí Minh, Trần Huy Liệu, Phạm Văn Đồng, Nguyễn Lương Bằng, Dương Đức Hiền.
Đồng thời, Đại hội cũng quy định Quốc kỳ là cờ đỏ, sao vàng 5 cánh, Quốc ca là bài "Tiến quân ca".